# Beriev Be-4
Le Beriev Be-4 (ou Beriev KOR-2 avant 1941) est un hydravion à coque biplace monomoteur et monoplan. Il est élaboré à la fin des années 1930 et mis en œuvre au sein de la marine soviétique à partir de catapultes embarquées au début des années 1940.

## Origine
Le Beriev Be-4 est conçu en parallèle au projet du Beriev KOR-1 (Be-2), répondant aux mêmes spécifications générale : un hydravion à court rayon d'action et capable d'être lancé d'une catapulte embarquée. Le bureau Beriev souhaite s'affranchir des contraintes spécifiques du cahier des charges du KOR-1 pour élaborer un avion plus moderne. Le prototype du KOR-2, comme il est désigné alors, vole en octobre 1940. Comme tous les avions soviétiques, sa désignation changera à partir de 1941, de KOR-2 (russe : korabel'nyi, avion embarqué) vers Be-4.

## Description
Le Beriev Be-4 est un hydravion à coque entièrement métallique et monoplan. L'aile de l'avion, en forme de W, repose sur un pylône caréné disposé derrière la cabine de pilotage. Cette configuration permet l'installation du moteur en position centrale le plus haut possible sur l'aile. L'hélice tripale à pas variable a ainsi suffisamment de garde au-dessus du fuselage. La forme de l'aile amène ses extrémités relativement proche de l'eau, facilitant ainsi l'installation des flotteurs latéraux. La queue de l'hydravion a de grandes similarités avec celle du Beriev KOR-1. La principale différence est que l'empennage horizontal n'a pas de mâts de soutien. L'avion est propulsé par un imposant moteur Chvetsov M-62 de 9 cylindres en étoile à refroidissement par air.  
L'équipage est composé d'un pilote dans un cockpit fermé et d'un navigateur/radio installé sous une verrière rétractable disposée en position dorsale derrière l'aile. La défense de l'avion est assurée par une mitrailleuse de 7,62 mm installée dans la verrière dorsale. Jusqu'à 400 kg de bombes peuvent être accrochés sur des râteliers sous les ailes.

## Production et utilisation
Quelques exemplaires du Be-4 sont livrés à la marine soviétique avant le début de l'opération Barbarossa. La production est interrompue par l'occupation de Taganrog par les troupes allemandes en octobre 1941. Les unités de production de l'usine Beriev ayant été préalablement déplacée au-delà de l'Oural, la production reprend en 1942, mais à un rythme réduit. Le nombre total de Be-4 construits reste inconnu.
Plusieurs exemplaires restent en service quelques années après 1945. Ils sont principalement utilisés sur les croiseurs de classe Kirov ayant conservé leur catapulte. Le Be-4 demeure ainsi le dernier hydravion au monde employé sur des catapultes embarquées.
Tout comme le Tchetverikov MDR-6, la production du Be-4 est désavantagée par la livraison à l'URSS de PBY Catalina dans le cadre des accords prêt-bail. Reste que cet avion met en évidence la volonté des autorités soviétiques d'élaborer avant 1941 des avions modernes sans l'assistance de pays tiers.